# Buso
Buso è una frazione del comune di Rovigo.

## Storia
Il toponimo Buso secondo una versione (meno probabile) deriva dal veneto buso, cioè buca d'acqua. Secondo altri (versione più probabile ma non verificata) dal nome di un'antica famiglia veneziana di nome Busi che aveva dei possedimenti in zona.
Avendo come frazioni Mardimago e Sarzano, fu comune autonomo col nome di Buso, mutato poi in Buso Sarzano con delibera del 25 febbraio 1867 (il codice ISTAT era 029805).
Nel 1927 il comune venne soppresso e inglobato nel comune di Rovigo assieme a Boara Polesine, Borsea, Concadirame, Grignano di Polesine e Sant'Apollinare con Selva.
Abitanti censiti